# Ruy Páez de Ribera (novelista)
Ruy Páez de Ribera fue un escritor español, nacido probablemente en Sevilla alrededor de 1460-1470. No debe confundirse con su homónimo, el novelista algo anterior, pero del mismo siglo, Ruy Páez de Ribera.
Estaba emparentado con los Ribera, adelantados de Andalucía, y con Pero Afán de Ribera y Gómez, gobernador de Costa Rica. 
Fue autor del libro de caballerías Florisando, sexto libro del ciclo de Amadís de Gaula, impreso por primera vez en Salamanca en abril de 1510 y reimpreso en Toledo ese mismo año y en Sevilla en 1526. El doctrinarismo obsesivo y las constantes referencias teológicas y filosóficas que aparecen en las páginas de su obra, permiten suponer que era clérigo o por lo menos con formación universitaria y amplios conocimientos en sagrados cánones, teología y filosofía.
La obra de Ruy Páez de Ribera fue continuada por el bachiller Juan Díaz en su Lisuarte de Grecia (1526). Una traducción del libro al italiano se imprimió en Venecia en 1550 y se reimprimió en 1551, 1600 y 1610.
- Datos: Q6114569